# Polimery z pamięcią kształtu
Polimery z pamięcią kształtu (SMP, ang. shape-memory polymer) są to polimery należące do grupy materiałów inteligentnych, wykazujące efekt pamięci kształtu. Jest to zdolność materiału do odzyskiwania pierwotnego kształtu pod wpływem bodźca np. temperatury, światła, pola elektrycznego, magnetycznego, czynników chemicznych tj. pH, siły jonowej, selektywnych rozpuszczalników lub związków chemicznych.

## Właściwości polimerów z pamięcią kształtu
Polimery z pamięcią kształtu są w stanie przechowywać dwa lub czasem trzy kształty, a przejście między nimi najczęściej indukowane jest przez temperaturę. Obejmują one polimery termoplastyczne i termoutwardzalne. Podobnie jak wszystkie polimery, SMP mogą obejmować szeroki zakres właściwości, od stabilnych do biodegradowalnych, od miękkich do twardych, od elastycznych do sztywnych, w zależności od struktury jednostek budujących polimer.

## Polimery z termiczną pamięcią kształtu

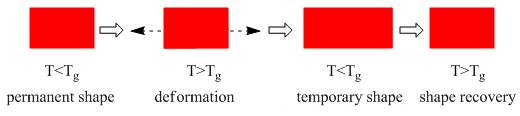
Mechanizm nadawania kształtu tymczasowego (programowanie) i odzyskiwania kształtu pierwotnego

Materiały wykazujące termiczny efekt pamięci kształtu określa się, jako termokurczliwe. Polimery takie po trwałym odkształceniu i po ogrzaniu powyżej odpowiedniej temperatury powracają do pierwotnego kształtu. Wartość temperatury, w której następuje powrót kształtu polimeru do kształtu pierwotnego określa się, jako temperaturę zmiany kształtu lub krótko temperaturę zmiany (przejścia) – Ttrans.
W procesie przetwórstwa materiałowi nadaje się kształt trwały. W temperaturze niższej niż Ttrans, kiedy materiał zwykle jest sztywny, faza polimeru odpowiedzialna za odzyskiwanie kształtu jest zeszklona lub skrystalizowana. Po podgrzaniu SMP do temperatury > Ttrans, zwiększa się ruchliwość fragmentów makrocząsteczek. W stanie wysokiej elastyczności polimer łatwo może być poddany deformacji nadającej mu kształt tymczasowy. Utrzymując naprężenie deformujące i jednocześnie obniżając temperaturę do poziomu < Ttrans, drastycznie zmniejszamy ruchliwość makrocząsteczek, następuje wówczas proces zeszklenia lub krystalizacji, po którym kształt tymczasowy materiału zostaje „zamrożony”. Powtórne ogrzanie SMP do Ttrans powoduje powrót kształtu polimeru do kształtu pierwotnego.
Zatem mechanizm termicznej pamięci kształtu SMP wynika z termicznych przemian polimerów. Może to być przejście szkliste charakteryzowane temperaturą zeszklenia Tg lub proces topnienia fazy krystalicznej w temperaturze określonej symbolem Tm. W homopolimerach przejścia takie decydują o temperaturowym przedziale stosowalności polimeru: polimery amorficzne powyżej Tg, polimery krystaliczne zaś powyżej Tm, tracą swoje właściwości użytkowe. Ponadto, w polimerach krystalicznych zeszklenie następuje w szerokim zakresie temperatury i zależy od historii termicznej polimeru.

## Polimery z pamięcią kształtu w porównaniu do stopów z pamięcią kształtu
Obecnie prowadzi się aktywne poszukiwania polimerów z pamięcią kształtu, ponieważ w odróżnieniu od stopów z pamięcią kształtu (SMA, ang. shape-memory alloy) są lekkie, tanie, wytrzymują duże odkształcenia, mają dobrą zdolność odzyskiwania kształtu, łatwo je przetwarzać i wielokrotnie programować, pozwalają też na kontrolowanie ich czasu reakcji na bodziec i czasu ich użytkowania (po spełnieniu swojej roli degradują się). Ponadto poddają się barwieniu, a na drodze niewielkich modyfikacji ich składu można wpływać na temperaturę zmiany kształtu. Jednak, w porównaniu ze stopami, polimery charakteryzują się niewielkimi wartościami przenoszonego naprężenia.

## Zastosowanie

### Zastosowanie przemysłowe
Ubrania przemysłowe – koszula z długim rękawem może być zaprogramowana tak, aby skrócić rękawy, gdy temperatura w pomieszczeniu staje się wyższa. Tkaninę można zwijać, marszczyć, gnieść, a następnie po ogrzaniu wraca ona do swojej pierwotnej postaci.
Inteligentne kombinezony – dostosowują się do zmian temperatury i utrzymuje stałą temperaturę ciała człowieka. Membrana zapewnia optymalną oddychalność w danym warunkach atmosferycznych.
Ergonomiczna pianka z pamięcią kształtu – historia pianki z pamięcią kształtu rozpoczęła się w niedalekiej przeszłości, kiedy inżynierowie NASA poszukiwali odpowiedniego materiału, który złagodziłby nacisk wywierany na ciała astronautów przy wystrzelaniu statku kosmicznego. Piankę możemy znaleźć w butach, fotelach samochodowych, a nawet w bieliźnie, jednak najczęściej stosuje się ją do produkcji materaców.
Innym przykładem zastosowania SMP w celu zwiększenia komfortu są skrzypce wykonane z połączenia włókien węglowych i polimerowych w celu zmniejsza bólu barku i szyi grającego.
Pamięć kształtu wykorzystuje się w produkcji taśm i folii termokurczliwych do hermetyzacji połączeń przewodów rurowych (złącz rur w sieciach ciepłowniczych, w przewodach kopalnianych odprowadzających wodę z wyrobisk).
W budownictwie wszechstronne zastosowanie znalazły pianki poliuretanowe wykorzystywane są do uszczelniania ościeżnic drzwiowych i okiennych, wypełniania i izolacji elementów instalacji c.o. i wodno-kanalizacyjnych, wypełniania i wygłuszania ścian działowych, izolacji termicznej i akustycznej podłóg, poddaszy, dachów. Służą też do wypełniania szczelin w złączach ściennych i stropowych oraz między płytami materiału dociepleniowego w systemach dociepleń ścian zewnętrznych.

### Zastosowanie w medycynie
Polimery z pamięcią kształtu znalazły szerokie zastosowanie w medycynie. Rozwój chirurgii małoinwazyjnej wymusił np. poszukiwania odpowiednich materiałów na implanty, które nie tylko można precyzyjnie umieścić wewnątrz ciała, ale dodatkowo samoistnie dopasowują się do wymaganych wymiarów, a po określonym czasie ulegają rozkładowi. Innym przykładem zastosowania są inteligentne nici chirurgiczne, samozacieśniające się na zaszytej ranie. Nić użyta do luźnego zespolenia rany, ogrzewając się, idealnie łączy otaczające tkanki. Zjawisko pamięci kształtu wykorzystuje się także w stentach kardiowaskularnych oraz urologicznych stosowanych do utrzymywania światła tętnic oraz dróg moczowych. Stent, ogrzewając się w organizmie, powoduje rozszerzenie zwężonego miejsca i przywraca dzięki temu światło przewodów. Badane są możliwości wykorzystania polimerów z efektem pamięci kształtu w roli biodegradowalnych implantów wewnątrz żołądkowych, rozszerzających się po określonym czasie, i zapewniających pacjentowi uczucie sytości nawet po zjedzeniu niewielkich ilości pożywienia.